# Scopulophila
Scopulophila – rodzaj roślin z rodziny goździkowatych. Obejmuje dwa gatunki. Scopulophila rixfordii występuje w południowo-zachodnich Stanach Zjednoczonych i Meksyku, a Scopulophila parryi tylko w środkowym i północnym Meksyku. Rośliny rosną na terenach skalistych sięgając do 2500 m n.p.m.
W nawiązaniu do preferowanych siedlisk nazwa naukowa rodzaju utworzona została z greckich słów scopulus, znaczącego „skała” lub „urwisko” oraz phil znaczącego „lubić”.

## Morfologia

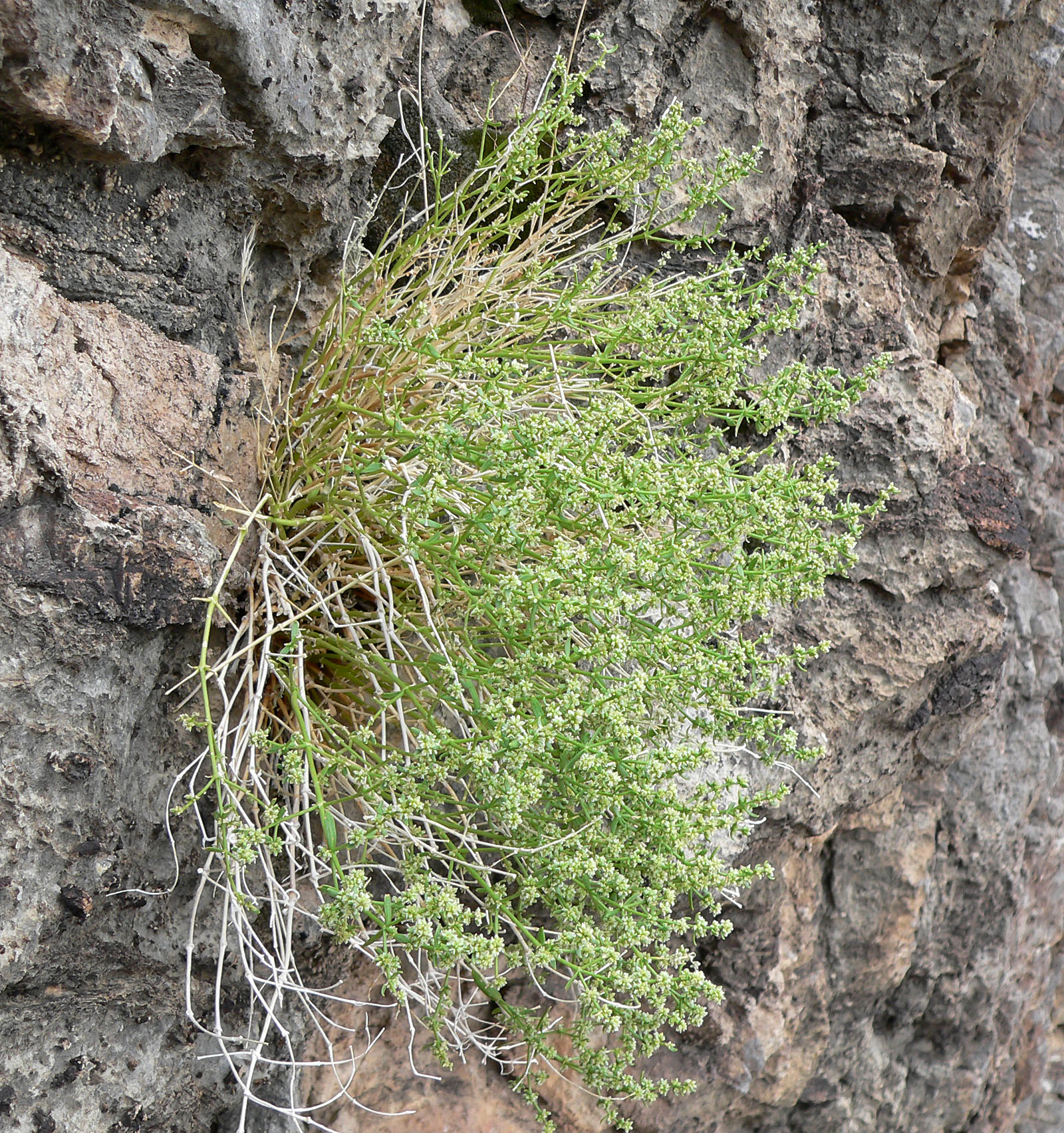
Scopulophila rixfordii

PokrójNiskie byliny o tęgiej, drewniejącej szyi korzeniowej i grubym korzeniu palowym. Łodygi w górze rozgałęzione, u nasady kosmato owłosione.
LiścieNaprzeciwległe, siedzące, mięsiste, równowąskolancetowate, na szczycie zaostrzone. U nasady z błoniastymi, białymi przylistkami.
KwiatyFunkcjonalnie jednopłciowe, zebrane w niewielkich kwiatostanach wierzchotkowych wyrastających w kątach liści, z czasem wydłużających się. Działki kielicha w liczbie 5, równowąskolancetowate do zaokrąglonych, o długości do 2 mm, zielone, na brzegu białawe, błoniaste. Płatków korony brak lub drobne, lancetowate. Pręciki w liczbie 5, z drobnymi, czerwonymi miodnikami u nasady. Zalążnia zwieńczona trzema szyjkami zrośniętymi u dołu, na końcach z drobno brodawkowanymi znamionami po stronie doosiowej.
OwoceJednonasienne niełupki otwierające się trzema klapkami na szczycie.

## Systematyka
Rodzaj zaliczany jest do plemienia Paronychieae i podrodziny Paronychioideae w obrębie rodziny goździkowatych. Rodzaj bywa łączony z Achyronychia.
Wykaz gatunków
- Scopulophila parryi (Hemsl.) I.M.Johnst.
- Scopulophila rixfordii (Brandegee) Munz & I.M.Johnst.